# Malmefjorden
Malmefjorden er en fjordarm  af Frænfjorden i Hustadvika kommune i Møre og Romsdal fylke i Norge. Fjorden går fire kilometer mod sydøst ind til Malme ved enden af fjorden.
Fjorden har indløb mellem Sommarnes i vest og Skoften i øst. Fjorden går først mod syd, men svinger hurtigt mod øst ved Sandsbugten. På nordsiden af fjorden ligger fjeldet Skoften (368 moh.), mens Røssholfjellet (586 moh.) ligger på sydsiden.
Fylkesvej 215 går langs hele sydsiden af fjorden.